# Gryllodinus
Gryllodinus is een geslacht van rechtvleugeligen uit de familie krekels (Gryllidae). De wetenschappelijke naam van dit geslacht is voor het eerst geldig gepubliceerd in 1927 door Bolívar.

## Soorten
Het geslacht Gryllodinus omvat de volgende soorten:
- Gryllodinus abditus Gorochov, 1979
- Gryllodinus kerkennensis Finot, 1893
- Gryllodinus odicus Uvarov, 1911